# ニコ・ファン・ケルクホーフェン
ニコ・ファン・ケルクホーフェン（Nicolas Van Kerckhoven、1970年12月14日 - ）は、ベルギーの元サッカー選手。元ベルギー代表。ポジションはディフェンダー。

## 来歴
1996年5月に親善試合でベルギー代表デビュー。1998 FIFAワールドカップ・ヨーロッパ予選では9試合に出場、1998 FIFAワールドカップのメンバーにも選ばれた。自国開催のUEFA EURO 2000ではグループステージ全3試合に出場した。2002 FIFAワールドカップにも出場した。ベルギー代表で42試合に出場、3得点をあげた。

## 代表歴

### 出場大会
- ベルギー代表
  - 1998 FIFAワールドカップ
  - 2002 FIFAワールドカップ

### 試合数
- 国際Aマッチ 42試合 3得点（1996年-2002年）[1]

| ベルギー代表 | 国際Aマッチ | 国際Aマッチ |
| 年           | 出場        | 得点        |
| ------------ | ----------- | ----------- |
| 1996         | 4           | 0           |
| 1997         | 7           | 0           |
| 1998         | 6           | 2           |
| 1999         | 5           | 0           |
| 2000         | 7           | 0           |
| 2001         | 6           | 1           |
| 2002         | 7           | 0           |
| 通算         | 42          | 3           |